# Wehn
Wehn ist eine Ortschaft in der Stadt Waldbröl im Oberbergischen Kreis im südlichen Nordrhein-Westfalen (Deutschland) innerhalb des Regierungsbezirks Köln.

## Lage und Beschreibung
Der Ort liegt ca. 6,1 km südöstlich vom Stadtzentrum entfernt.

## Geschichte

### Erstnennung
1359 ?  wurde der Ort das erste Mal urkundlich erwähnt und zwar „Sybertus de Wene wird in die Kölner Weinbruderschaft aufgenommen (Lokalisierung unsicher).“
Schreibweise der Erstnennung: Wene

## Freizeit

### Wander- und Radwege
Die Wanderwege A3 und A4 führen durch Wehn, von Vierbuchermühle kommend.

## Bus- und Bahnverbindungen

### Linienbus
Haltestelle: Wehn Abzw.
- 343 Waldbröl, Windeck-Rosbach  (OVAG)